# Jesús Vázquez
Jesús Vázquez Martínez (Ferrol, La Coruña, 9 de septiembre de 1965) es un presentador de televisión y actor español, principalmente conocido por los numerosos programas presentados en Telecinco.

## Biografía
Nació en Ferrol en 1965 en una familia de clase media y cursó sus primeros estudios en la Escuela Infantil Inglesa del London Institute de Ferrol pasando a finalizar su bachillerato y COU en el Colegio San Agustín de Madrid, a donde se mudó con su familia, ya que a su padre (que era militar) lo destinaron a la capital. Estudió hasta tercer año de Veterinaria, pero lo dejó y después estudió Arte Dramático. 
A principios de la década de los noventa alcanza cierta fama al presentar La quinta marcha (1990-1991) y Hablando se entiende la basca (1991-1993), ambos programas emitidos en Telecinco y dirigidos al público juvenil.
Coincidiendo con esa etapa de gran popularidad grabó la película Aquí el que no corre, vuela (1992), de Ramón Fernández, producida por Telecinco, y en la que, junto a actores consagrados como Alfredo Landa o Arturo Fernández, compartió rodaje con otras incipientes estrellas de la cadena televisiva como Arancha del Sol o Natalia Estrada.
En 1993 grabó el álbum A dos milímetros escasos de tu boca con el que obtuvo un Disco de Oro, si bien esta incursión musical no tendría continuidad. Dos años después debutaba sobre los escenarios junto a Gemma Cuervo en La importancia de llamarse Ernesto.
En 1998 presentó A propósito en Canal Sur y entre 1999 y septiembre de 2000 presentó el exitoso concurso de famosos Gente con chispa, emitido por varias televisiones autonómicas. El programa continuó a partir de entonces presentado por Javier Cárdenas. En el año 2000 tuvo un fugaz paso por Antena 3 con La central, fallido late night que pretendía competir con Crónicas Marcianas, de Javier Sardá. En el verano de 2001 fue fichado por Telemadrid para presentar el programa de entrevistas juvenil Ésta es mi gente. En 2002 compaginó esta tarea con la presentación del concurso musical Popstars: todo por un sueño que se emitió durante los meses de verano en Telecinco.
En enero de 2003 abandonó definitivamente Telemadrid para presentar en Telecinco Nadie es perfecto, un programa de entrevistas de características similares al de la cadena autonómica, que no tuvo el mismo éxito y fue cancelado tras tres semanas de emisión. En 2003, también en Telecinco, fue el presentador de Gran Hermano (El Debate), Hotel Glam y Vivo Cantando. En 2004 presentó Gran Hermano VIP y en 2005 Gran Hermano VIP 2. Posteriormente presentó los realities Operación Triunfo (2005-2010) y Supervivientes (2006-2010). Además, entre 2004 y 2008 estuvo al frente del concurso ¡Allá tú! en las tardes de Telecinco.
Además de Operación Triunfo y Supervivientes, en 2007 presentó el concurso Nadie es perfecto, y en 2009 Guerra de sesos, junto a Almudena Cid, y Mi familia contra todos. Ese mismo año fue galardonado con un TP de Oro como mejor presentador de programas de entretenimiento.
En 2010, presentó su última edición de Operación Triunfo, en Telecinco, Supervivientes, I love Escassi y un concurso en las tardes del fin de semana llamado La Guillotina. En Supervivientes protagonizó una polémica al expulsar del plató a José Manuel Parada el 10 de junio de 2010 por haberle recordado el Caso Arny. La noticia fue recogida en la prensa nacional al día siguiente.
Tras la fusión de Telecinco con Cuatro, ambas empresas acordaron que Jesús pasara a formar parte de la plantilla de Cuatro, donde el 10 de enero comenzó a presentar la segunda etapa de ¡Allá tú!, exitoso concurso que ya presentó en Telecinco. A partir del verano de 2011 presenta Uno para ganar un programa de pruebas de diferentes estilos con un premio de 500.000 euros. En septiembre del mismo año, pasa a ser el nuevo director de carrera de Pekín Express en su cuarta edición española. Desde septiembre de 2012 presenta el talent show de título La voz, en Telecinco.
En febrero de 2013, fue confirmado como presentador para el programa ¡Mira quién salta!, de Telecinco. En abril del mismo año, confirmó en la rueda de prensa del programa ¡Mira quién salta! que iba a ser el presentador de la versión española de La Voz Kids que emite Telecinco desde 2014.
Desde septiembre de 2014 y hasta octubre de 2015, presentó el talent show y adaptación de Pequeños gigantes de la cadena Telecinco.
Durante la segunda mitad de la década de 2010 se mantuvo como uno de los presentadores que más se ha prodigado en las cadenas de Mediaset España, estando al frente de diversos formatos como el talent show infantil Levántate (2015), junto a los jueces Ruth Lorenzo, Pedro García Aguado y Niña Pastori; Proyecto Bullying (Cuatro), emitido en el verano de 2016; Got Talent España (en este caso como jurado, entre febrero y abril de 2016); Levántate All Stars (2015-2016); Me lo dices o me lo cantas (2017); Factor X (2017); Bake Off España (2019) y el dating show Me quedo contigo (2019) eIdol Kids (2020-2022).

## Vida privada
Desde noviembre de 2005, está casado con Roberto Cortés, al que conoció en 2001. Fue uno de los primeros matrimonios entre personas del mismo sexo en España.
El 18 de julio de 2008, se convirtió en el primer español Embajador de Buena Voluntad de ACNUR.
En junio de 2010, fue el primer hombre que apareció, desnudo, en la portada de la revista Interviú.
En marzo de 2023 se convirtió en el primer hombre español de más edad en protagonizar la portada de la revista "Men's Health".

## Trayectoria

### Programas de televisión

#### Como presentador
| Año                                | Programa                                    | Cadena                             |
| ---------------------------------- | ------------------------------------------- | ---------------------------------- |
| 1990 – 1991                        | La quinta marcha                            | Telecinco                          |
| 1991 – 1993                        | Hablando se entiende la basca               | Telecinco                          |
| 1992                               | Desde Palma, queridos padres                | Telecinco                          |
| 1993 – 1994                        | La ruleta de la fortuna                     | Telecinco                          |
| 1998                               | A propósito                                 | Canal Sur                          |
| 1999 – 2000                        | Gente con chispa                            | Canal Sur / Telemadrid / Canal Nou |
| 2000                               | La central                                  | Antena 3                           |
| 2000                               | ¿De qué hablan las mujeres?                 | Antena 3                           |
| 2001 – 2002                        | Ésta es mi gente                            | Telemadrid                         |
| 2001 – 2002                        | Busco pareja                                | Telemadrid                         |
| 2002                               | Popstars                                    | Telecinco                          |
| 2002 – 2004                        | Gran Hermano: El Debate                     | Telecinco                          |
| 2003                               | Nadie es perfecto                           | Telecinco                          |
| 2003                               | Hotel Glam                                  | Telecinco                          |
| 2003                               | Vivo cantando                               | Telecinco                          |
| 2004 – 2005                        | Gran Hermano VIP                            | Telecinco                          |
| 2004 – 2008; 2011; 2023 – presente | ¡Allá tú!                                   | Telecinco / Cuatro                 |
| 2005 – 2009                        | Operación Triunfo                           | Telecinco                          |
| 2006 – 2010                        | Supervivientes                              | Telecinco                          |
| 2007                               | Nadie es perfecto                           | Telecinco                          |
| 2009                               | Guerra de sesos                             | Telecinco                          |
| 2009                               | Mi familia contra todos                     | Telecinco                          |
| 2010                               | I Love Escassi                              | Telecinco                          |
| 2010                               | La guillotina                               | Telecinco                          |
| 2011                               | Pekín Express                               | Cuatro                             |
| 2011 – 2012                        | Uno para ganar                              | Cuatro                             |
| 2012 – 2017                        | La Voz                                      | Telecinco                          |
| 2013 – 2014                        | ¡Mira quién salta!                          | Telecinco                          |
| 2014 – 2018                        | La Voz Kids                                 | Telecinco                          |
| 2014 – 2015                        | Pequeños gigantes                           | Telecinco                          |
| 2015 – 2016                        | Levántate                                   | Telecinco                          |
| 2017                               | Me lo dices o me lo cantas                  | Telecinco                          |
| 2018                               | Factor X                                    | Telecinco                          |
| 2019                               | Me quedo contigo                            | Cuatro                             |
| 2019                               | Bake Off España                             | Telecinco / Cuatro                 |
| 2019 – 2020                        | Campanadas de fin de año                    | Telecinco / Cuatro                 |
| 2020; 2022                         | Idol Kids                                   | Telecinco                          |
| 2020 – 2021                        | Mujeres y hombres y viceversa               | Cuatro                             |
| 2021                               | Top Star: ¿Cuánto vale tu voz?              | Telecinco                          |
| 2021 – 2022                        | First Dates Café                            | Cuatro                             |
| 2022                               | First Dates: Crucero                        | Cuatro                             |
| 2022                               | Galas especiales de Nochebuena y Nochevieja | Telecinco                          |
| 2022 – 2023                        | Para toda la vida: The Bachelorette         | Telecinco                          |
| 2023                               | Desnudos por la vida                        | Telecinco                          |
| 2024 – presente                    | Bailando con las estrellas                  | Telecinco                          |
| 2025                               | La noche de los récords                     | Telecinco                          |

#### Como jurado
| Año  | Programa          | Cadena    |
| ---- | ----------------- | --------- |
| 2016 | Got Talent España | Telecinco |

#### Como invitado
| Año         | Programa                | Cadena    |
| ----------- | ----------------------- | --------- |
| 2008, 2011  | El hormiguero           | Cuatro    |
| 2016        | Gran Hermano VIP        | Telecinco |
| 2017        | Got Talent España       | Telecinco |
| 2018 – 2019 | Viva la vida            | Telecinco |
| 2019        | Chester                 | Cuatro    |
| 2019        | Gran Hermano Dúo        | Telecinco |
| 2019        | Supervivientes          | Telecinco |
| 2019        | Cuatro al día           | Cuatro    |
| 2019; 2022  | El programa de Ana Rosa | Telecinco |
| 2020        | Sálvame                 | Telecinco |
| 2020        | Mi casa es la tuya      | Telecinco |
| 2022        | Ya es mediodía          | Telecinco |
| 2022        | Informativos Telecinco  | Telecinco |
| 2022        | En boca de todos        | Cuatro    |
| 2022        | Fiesta                  | Telecinco |
| 2023        | Reacción en cadena      | Telecinco |

### Series
| Año  | Serie                    | Personaje      | Cadena    | Notas        |
| ---- | ------------------------ | -------------- | --------- | ------------ |
| 1997 | Kety no para             | Atracador      | TVE       | 1 episodio   |
| 1998 | Entre Morancos y Omaitas | Guardabosques  | TVE       | 1 episodio   |
| 1998 | Manos a la obra          | Antonio "Tony" | Antena 3  | 15 episodios |
| 2006 | 7 vidas                  | Representante  | Telecinco | 1 episodio   |
| 2006 | Yo soy Bea               | Alan Vázquez   | Telecinco | 2 episodios  |
| 2013 | Aída                     | Él mismo       | Telecinco | 1 episodio   |
| 2019 | El pueblo                | Él mismo       | Telecinco | 1 episodio   |

### Cine
- Aquí, el que no corre... vuela (1992)

### Publicidad
- Fue imagen del Real Madrid, en patrocinadores como BBVA, Hyundai o la Cerveza Mahou
- Savia de Danone (2010-2011)
- Jazztel (2013-presente)
- Vitaldent (2014-2015)
- Mahou (2015)

## Discografía
| Álbum                               | Detalles                                                          | Certificación | Ventas |
| ----------------------------------- | ----------------------------------------------------------------- | ------------- | ------ |
| A dos milímetros escasos de tu boca | - Discografía: Ariola - Lanzamiento: 1993 - Formato: CD , Digital | Oro           | 50 000 |

## Premios y nominaciones

### Premio Ondas
| Año  | Categoría                                     | Programa | Resultado |
| ---- | --------------------------------------------- | -------- | --------- |
| 2007 | Trayectoria o labor profesional más destacada | Todos    | Ganador   |

### Premios ATV
| Año  | Categoría                                   | Programa                      | Resultado |
| ---- | ------------------------------------------- | ----------------------------- | --------- |
| 2005 | Comunicador de Programas de Entretenimiento | Operación triunfo y ¡Allá tú! | Nominado  |
| 2004 | Comunicador de Programas de Entretenimiento | ¡Allá tú!                     | Nominado  |

### Micrófono de Oro
| Año  | Categoría  | Programa                      | Resultado |
| ---- | ---------- | ----------------------------- | --------- |
| 2006 | Televisión | Operación triunfo y ¡Allá tú! | Ganador   |

### TP de Oro
| Año  | Categoría                                   | Programa                                         | Resultado |
| ---- | ------------------------------------------- | ------------------------------------------------ | --------- |
| 2007 | Presentador                                 | Operación triunfo, ¡Allá tú! y Supervivientes    | Nominado  |
| 2006 | Presentador de Variedades y Espectáculos    | Operación triunfo y ¡Allá tú!                    | Ganador   |
| 2005 | Presentador de Programas de Entretenimiento | Operación triunfo y ¡Allá tú!                    | Ganador   |
| 2004 | Presentador de Programas de Entretenimiento | ¡Allá tú!                                        | Ganador   |
| 1991 | Presentador                                 | La quinta marcha y Hablando se entiende la basca | Nominado  |